# タジキスタン共産党
タジキスタン共産党（タジキスタンきょうさんとう、タジク語: Ҳизби Кумунисти Тоҷикистон、Hezb-e Komunist-e Tajikestan、ロシア語: Коммунистическая партия Таджикистана、ペルシア語：حزب کمونیست تاجیکستان, 英語: Communist Party of Tajikistan）は、タジキスタンの政党。
党員は、2005年現在で2万5千人。機関紙は「ニドイ・ランチバル」、「タジキスタンの声」、「トジキストン・オヴォジ」。

## 概要
1992年1月に復活。同年3月17日に法務省に登録。
2005年3月13日に行われたタジキスタン議会選挙では、得票率13.97パーセントで4議席を獲得した。
タジキスタン共産党は、旧ソ連共産党書記のオレグ・シェーニンが創設したソ連共産党シェーニン派 Communist Party of the Soviet Union (Shenin)と提携していた。

## 歴史

### ソビエト時代
最初の社会民主主義グループは1905年のロシア第一革命の間にタジキスタンで発生し、1917年の終わりから1918年の初めまでに、ボルシェビキの組織がホジェンド、イスタラフシャン、パンジケント、シュラブに設立された。1924年12月6日、政府はタジク自治ソビエト社会主義共和国にウズベキスタン共産党中央委員会の組織局を設立した。最初のタジク党大会は1927年10月21日から27日まで開催された。1929年11月25日、CPSUの政治局の決定により、CPTはCPUからの分離によって形成された。1975年、CPTには94,000人以上のメンバーがいた。

### 独立後
ソ連崩壊後、タジキスタンの社会党のCPTの名前を変更することが投票されたが、1991年12月までに、共産党の活動の禁止が解除された。タジキスタン内戦中、CPTは政府とタジキスタン人気戦線を支援した。現在、タジキスタン共産党はエモマリ・ラフモン政権に無関心である。2000年代以降、CPTは有権者の過半数を失い、今日の党の有権者は主に定年の人々で構成されている。